# Шанаголден (Вісконсин)
Шанаголден (англ. Shanagolden) — місто (англ. town) в США, в окрузі Ешленд штату Вісконсин. Населення — 131 особа (2020).

## Демографія
Згідно з переписом 2010 року, у місті мешкало 125 осіб у 55 домогосподарствах у складі 39 родин. Було 206 помешкань
Расовий склад населення:
| - 98,4 % — білих - 0,8 % — корінних американців |

До двох чи більше рас належало 0,8 %. Частка іспаномовних становила 0,0 % від усіх жителів.
За віковим діапазоном населення розподілялося таким чином: 21,6 % — особи молодші 18 років, 55,2 % — особи у віці 18—64 років, 23,2 % — особи у віці 65 років та старші. Медіана віку мешканця становила 47,7 року. На 100 осіб жіночої статі у місті припадало 115,5 чоловіків;  на 100 жінок у віці від 18 років та старших — 108,5 чоловіків також старших 18 років.
Середній дохід на одне домашнє господарство  становив 51 860 доларів США (медіана — 38 750), а середній дохід на одну сім'ю — 56 311 долар (медіана — 42 500). Медіана доходів становила 41 250 доларів для чоловіків та 36 250 доларів для жінок. За межею бідності перебувало 17,6 % осіб, у тому числі 30,8 % дітей у віці до 18 років та 13,3 % осіб у віці 65 років та старших.
Цивільне працевлаштоване населення становило 39 осіб. Основні галузі зайнятості: освіта, охорона здоров'я та соціальна допомога — 25,6 %, виробництво — 20,5 %, будівництво — 17,9 %.